# Teatro romano di Neapolis
Il teatro romano di Neapolis (detto anche teatro romano dell'Anticaglia) è un sito archeologico che sorge nel cuore del centro storico di Napoli, presso il decumano superiore.
Il sito è precisamente ubicato nella zona compresa tra via Anticaglia a nord, via San Paolo a ovest e vico Giganti a est. Insiste nella parte sottostante il vico Cinquesanti, che lo scinde verticalmente.
Una parte del teatro costituisce l'ultima tappa del percorso riguardante il sottosuolo di Napoli mentre altri frammenti sono liberamente visibili lungo i decumani.

## Storia

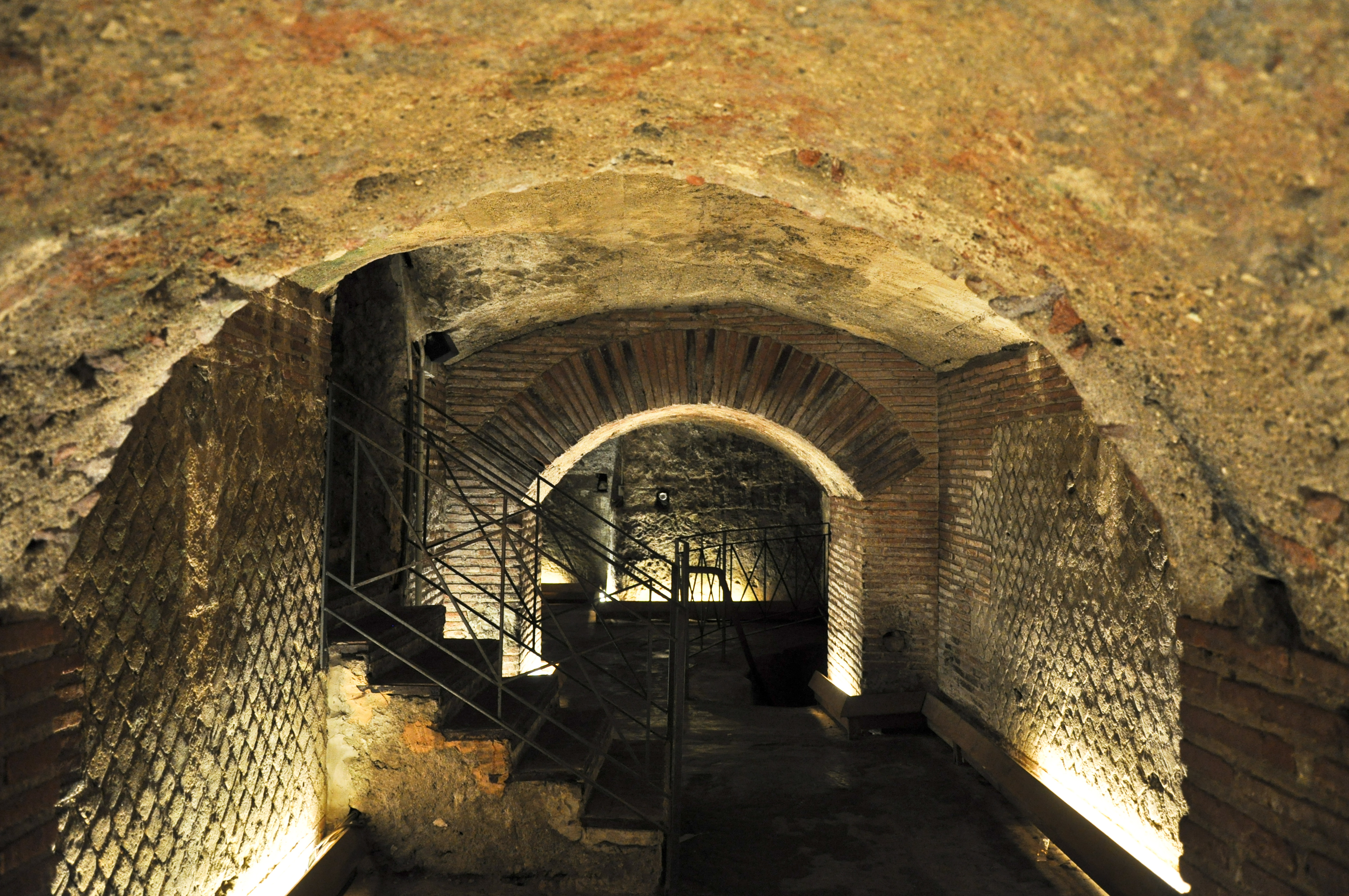
Il proscenio del teatro rivestito di opus reticulatum

Risalente all'età romana, nel I secolo a.C., il teatro è sorto al posto di un preesistente edificio greco del IV secolo a.C., anch'esso probabilmente destinato alla rappresentazione teatrale. A differenza dell'Odeion, che sorgeva accanto ad esso, destinato a particolari manifestazioni musicali ed oggi praticamente quasi scomparso, il teatro era scoperto.
Il teatro fu una delle glorie di Neapolis, secondo Ottaviano Augusto la custode della cultura ellenica: come riferisce Svetonio, l'imperatore Claudio vi fece rappresentare commedie in onore dell'amato fratello Germanico e diede loro la vittoria.

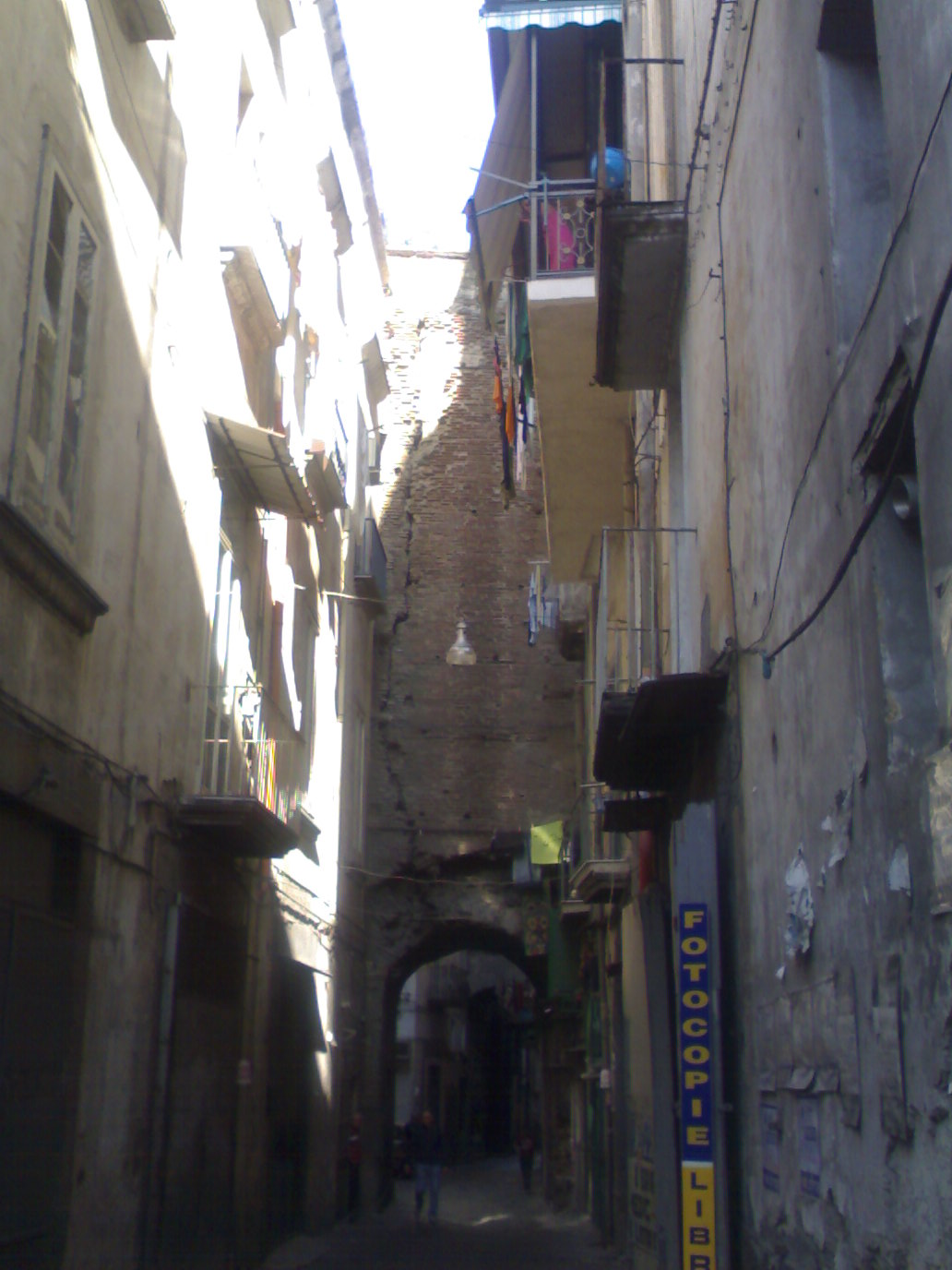
Una delle arcate di via Anticaglia

Leggendari i certami canori di Nerone: le fonti provengono da Tacito e dai suoi Annales, ma in particolar modo dal De vita Caesarum di Svetonio: quest'ultimo racconta che Nerone debuttò proprio a Napoli con una sua ode e nonostante un violento terremoto, che l'imperatore valutò come gli apprezzamenti degli dèi, continuò a cantare e costrinse la popolazione a rimanere.
Le sue esibizioni furono molte e assai prolungate e riempivano ogni volta il teatro che sempre lo acclamava, la cui effettiva spontaneità è stata quantomeno messa in dubbio: lo stesso Svetonio parla di bombi, embrici e testi, cioè i vari modi di applaudire della claque dell'imperatore, ottenuta tra la giovane plebe in numero di cinquemila persone. Grandi lodi gli furono elargite dagli Alessandrini, che in città erano assai numerosi e che da Nerone furono rinfoltiti per la loro generosità critica.
Anche il filosofo Seneca parla del teatro: nella lettera 76 delle sue Epistulae morales ad Lucilium dice che per andare alla scuola del filosofo Metronatte bisognava passare per la zona del teatro, definito da Seneca strapieno di gente al contrario della scuola, considerata dai più frequentata da fannulloni.

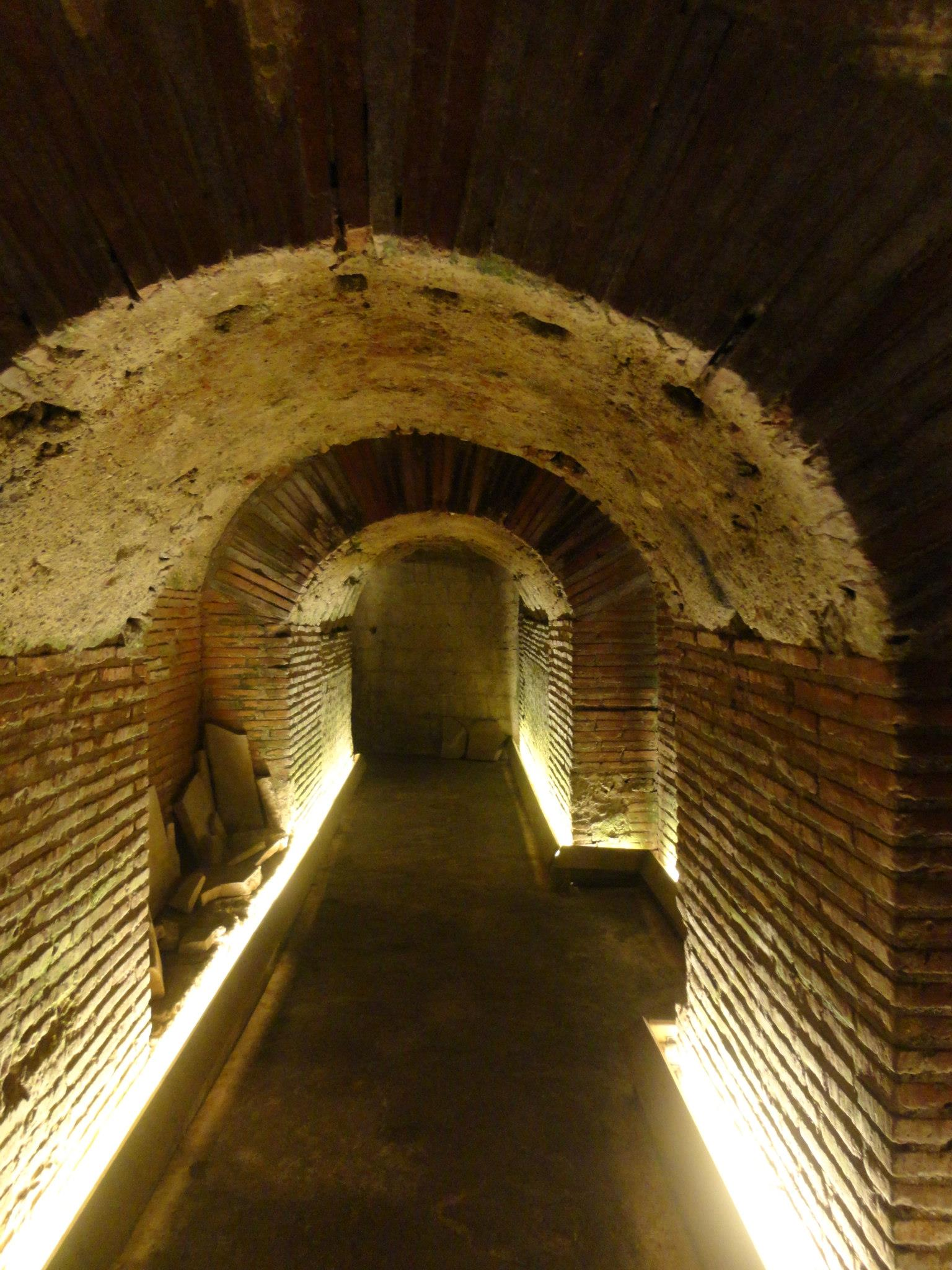
Cavea mediana sotto al basso d'accesso

Il teatro fu ristrutturato durante l'età flavia (I secolo) e nel II secolo. La maggior parte delle vestigia risale proprio a questo periodo e a successivi restauri.
Publio Papinio Stazio in età flavia esalta in una lettera alla moglie contenuta nelle sue Silvae i templi e una grande piazza porticata (forse l'area del Foro) e fa riferimento a due grandi teatri nella città, quello all'aperto e quello coperto, ubicati nella parte superiore del Foro, alle spalle dell'area sacra del tempio dei Dioscuri.
La caduta dell'Impero romano sancisce la caduta anche degli spettacoli teatrali in genere e la struttura viene abbandonata, complice anche un'alluvione tra il V e il VI secolo. Il periodo medievale aumenta l'oblio della struttura, adoperata come piccola necropoli (databile al VII secolo) o  discarica e per finire, tra il XV e il XVII secolo è stato sopraffatto dalla costruzione di vari edifici sorti sulla cavea nonché sventrato dal vico Cinquesanti, aperto tra il 1569 e il 1574 dai Padri Teatini.
Gli ambienti interni furono adoperati come stalle, cantine, depositi e botteghe fino a poco tempo fa. Le prime scoperte avvennero nel 1859 per lo scavo di una fognatura mentre un primo scavo archeologico avvenne alla fine del XIX secolo nel giardino dello stabile su cui insiste il teatro. Il primo piano di recupero risale al 1939 durante il Ventennio (importante perché prevedeva la demolizione di tutti gli stabili che insistevano sul teatro), ma solo dal 1997 il teatro è stato in parte disvelato, con l'intervento del Comune che tra il 2003 e il 2007 ha ordinato importanti lavori di recupero i quali hanno permesso l'affioramento della parte ovest della media cavea dal giardino interno.

## Descrizione

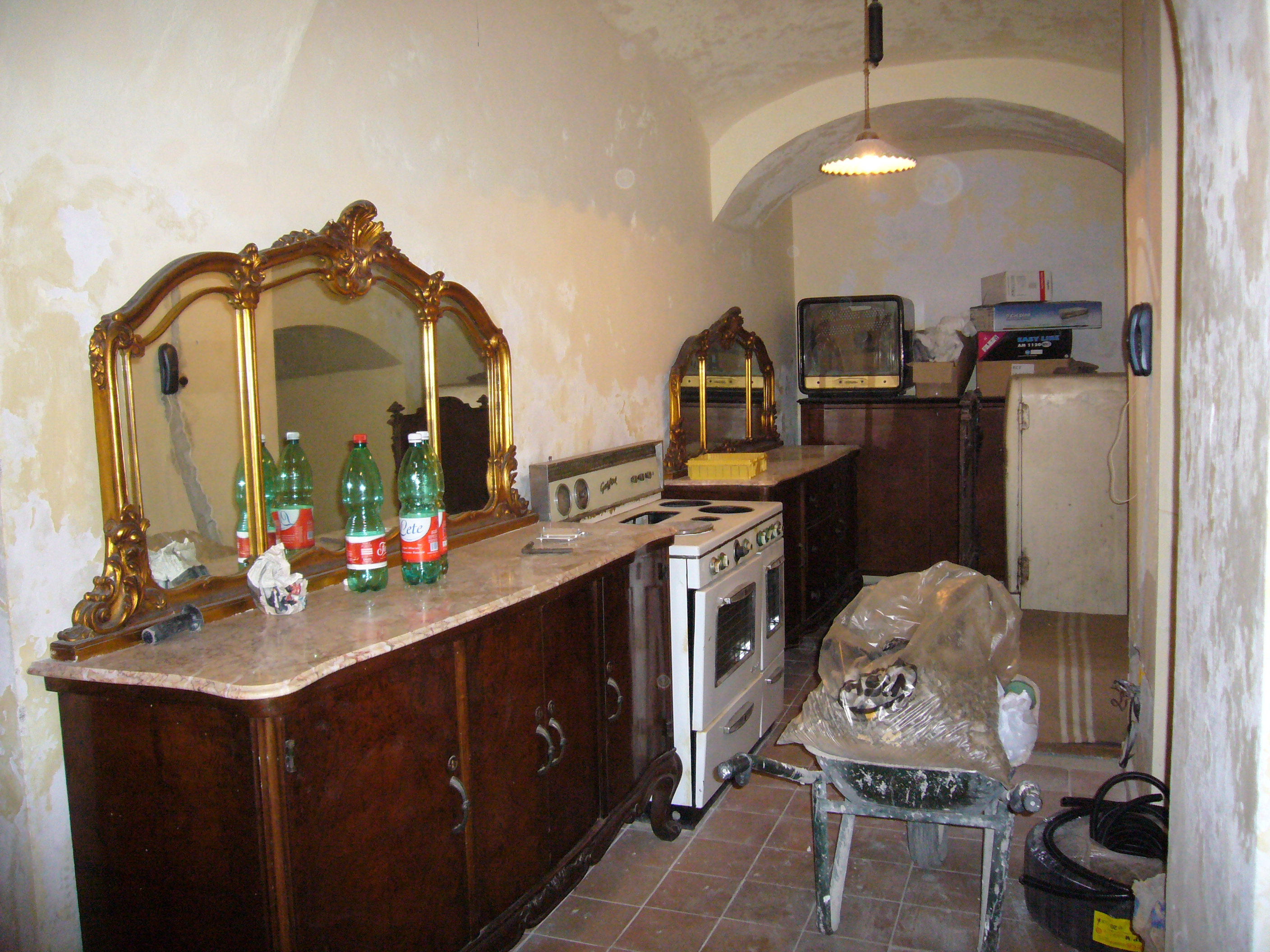
L'abitazione a vico Cinquesanti che dà accesso al teatro

Il teatro presenta la tipica forma semicircolare del teatro greco, della quale oggi è possibile visitare alcune importanti vestigia, mentre parte della cavea, che è stata recuperata dopo anni di oblio, è visitabile eccezionalmente.
Il teatro presentava tre ingressi, due laterali (ovest-est) per gli attori ed uno nord per il pubblico. Durante l'epoca romana, avendo questi già all'epoca capito che l'onda sismica venisse trasmessa diagonalmente, il teatro fu organizzato secondo la tecnica dell'opus mixtum, dove il reticolatum serviva a disperdere l'onda e il latericium invece a bloccarla.

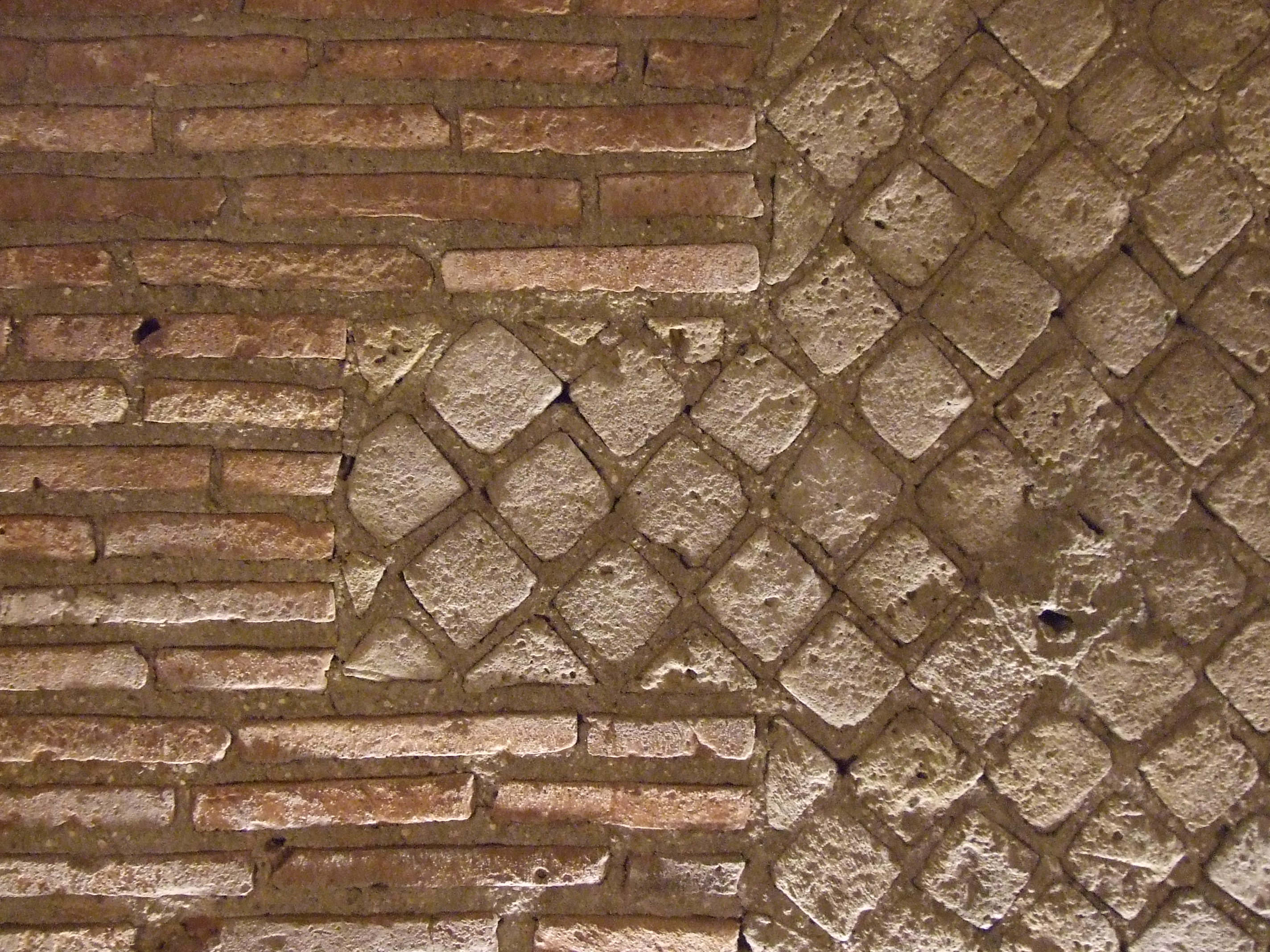
Particolare della tecnica romana secondo lopus reticolatum e lopus latericium

L'accesso alla parte normalmente visitabile del teatro è possibile tramite una botola in un basso di vico Cinquesanti che conduce al lato est del teatro: il proprietario del terraneo aveva ricavato l'accesso agli ambienti sotterranei che aveva adoperato come cantina tramite una botola che era situata sotto il letto. Aveva inoltre escogitato un meccanismo che permetteva la scomparsa del letto, che scorreva lungo dei binari, in una nicchia del muro. La scoperta di frammenti murari in opus latericium portò successivamente all'esproprio del basso e alla nuova destinazione d'uso.
La parte di vico Cinquesanti corrisponde al proskenion o proscaenium e al paredon. Dopo essere usciti da questa zona in vicoletto Giganti, una traversina di vico Cinquesanti, si rientra in via Anticaglia dove si può accedere all'intradosso della summa cavea, cioè l'anello superiore delle gradinate.
La cavea, che possedeva tra i 5000 e i 6000 posti circa, mostra in alcuni tratti ancora i marmi di rivestimento delle gradinate e alcuni vomitoria (gli accessi alle gradinate). È importante notare che la parte disvelata se non per un piccolo tratto riguarda la sola media cavea, i posti centrali. Soltanto un tratto della imma cavea, i posti più in basso, è visibile e comprende anche uno dei vomitoria ancora oggi atto all'accesso al teatro. La summa cavea, cioè i posti più in alto è andata irrimediabilmente perduta perché fu eliminata sin dalla costruzione dei primi palazzi. Si conserva della summa cavea soltanto parte degli ambienti sottostanti.
L'ingresso per la cavea è da via San Paolo e vi si accede entrando in un'antica bottega sita nel cortile di un palazzo di origini quattrocentesche.
A testimoniare tuttora la presenza del teatro all'esterno sono due massicce arcate, presenti in via Anticaglia, che in epoca romana erano delle sostruzioni, strutture di rinforzo dell'esterno del teatro e ora appaiono inglobate negli edifici esistenti.